# Ecuada producta
Ecuada producta är en stekelart som beskrevs av Boucek 1992. Ecuada producta ingår i släktet Ecuada och familjen bredlårsteklar.
Artens utbredningsområde är:
- Costa Rica.
- Ecuador.
- Guatemala.
- Peru.

Inga underarter finns listade i Catalogue of Life.